# Coppa delle nazioni oceaniane femminile 1998
La Coppa delle nazioni oceaniane femminile 2018, ufficialmente 2018 OFC Women's Championship e citata anche come VI Ladies Oceania Nations Cup, è stata la sesta edizione ufficiale del torneo riservato alle nazionali di calcio femminile oceaniane, organizzato dalla Oceania Football Confederation (OFC).
Programmata fra il 9 e il 17 ottobre 2018 in Nuova Zelanda, la coppa ha visto affrontarsi per la prima volta nella sua storia sei squadre in rappresentanza delle proprie nazioni, svolgendo funzione di qualificazione al campionato mondiale femminile di calcio di USA 1999, al quale ha avuto accesso la Australia come prima classificata la quale ha vinto il campionato oceaniano per la seconda volta consecutiva.

## Squadre partecipanti
| Pr. | Squadra            | Partecipante in quanto                      | Ultima presenza         |
| --- | ------------------ | ------------------------------------------- | ----------------------- |
| 1   | Nuova Zelanda      | Qualificazione automatica e paese ospitante | Papua Nuova Guinea 1994 |
| 2   | Samoa Americane    | Qualificazione automatica                   | Esordiente              |
| 3   | Australia          | Qualificazione automatica                   | Papua Nuova Guinea 1994 |
| 4   | Figi               | Qualificazione automatica                   | Nuova Caledonia 1983    |
| 5   | Papua Nuova Guinea | Qualificazione automatica                   | Papua Nuova Guinea 1994 |
| 6   | Samoa              | Qualificazione automatica                   | Esordiente              |

## Fase a gruppi

### Gruppo A

#### Classifica
| Pos. | Squadra       | Pt | G | V | N | P | GF | GS | DR  |
| ---- | ------------- | -- | - | - | - | - | -- | -- | --- |
| 1.   | Nuova Zelanda | 6  | 2 | 2 | 0 | 0 | 35 | 0  | +35 |
| 2.   | Figi          | 3  | 2 | 1 | 0 | 1 | 5  | 14 | -9  |
| 3.   | Samoa         | 0  | 2 | 0 | 0 | 2 | 0  | 26 | -26 |

#### Risultati
| Arbitro: | Tammy Peacock |

| |           |  |
| Andersen 9’, 11’, 18’, 38’, 45’, ?’ Henderson 16’, 75’, 78’, 86’ Haskell 12’, 28’, 40’, 67’ ? 22’ (aut.) Cox 52’, 83’ Smith 62’, 66’ Crawford 64’ Jackman 82’ | Marcatori |  |

| Arbitro: | Tammy Peacock |

| |           |  |
| Andersen 6’, 9’, ?’, 45+?’, 47’, 77’, ?’ Haskell 17’, 29’, 32’ Ruscoe 31’ Cox 45+?’ Crawford 65’ Smith ?’ | Marcatori |  |

| Auckland 13 ottobre 1998, ore 14:00 UTC+11       | Figi      | 5 – 0 referto | Samoa | Mount Smart Stadium |
| \| \| \| \| \| Kubulala ?’[2] \| Marcatori \| \| |           |               |       |                     |
|                                                  |           |               |       |                     |
| Kubulala ?’                                      | Marcatori |               |       |                     |

### Gruppo B

#### Classifica
| Pos. | Squadra            | Pt | G | V | N | P | GF | GS | DR  |
| ---- | ------------------ | -- | - | - | - | - | -- | -- | --- |
| 1.   | Australia          | 6  | 2 | 2 | 0 | 0 | 29 | 0  | +29 |
| 2.   | Papua Nuova Guinea | 3  | 2 | 1 | 0 | 1 | 9  | 8  | +1  |
| 3.   | Samoa Americane    | 0  | 2 | 0 | 0 | 2 | 0  | 30 | -30 |

#### Risultati
| Auckland 9 ottobre 1998 | Australia | 21 – 0 referto | Samoa Americane | Mount Smart Stadium |
| \| \| \| \| \| Thomas 4’, 35’, 55’ Casagrande 19’, 59’ Tann-Darby 28’ Salisbury 29’, 58’, 72’, 81’ Black 37’, 68’, 88’, 90+5’ Ferguson 44’, 79’ Taylor 50’ Forman 66’ Peters 78’ Boyd 90+6’ \| Marcatori \| \| |           |                |                 |                     |
| |           |                |                 |                     |
| Thomas 4’, 35’, 55’ Casagrande 19’, 59’ Tann-Darby 28’ Salisbury 29’, 58’, 72’, 81’ Black 37’, 68’, 88’, 90+5’ Ferguson 44’, 79’ Taylor 50’ Forman 66’ Peters 78’ Boyd 90+6’                                   | Marcatori |                |                 |                     |

| Auckland 11 ottobre 1998                                                                               | Australia | 8 – 0 referto | Papua Nuova Guinea | Mount Smart Stadium |
| \| \| \| \| \| Black 3’, 18’, 22’ Casagrande 28’ Salisbury 66’, 67’, 86’ Boyd 90+2’ \| Marcatori \| \| |           |               |                    |                     |
| |           |               |                    |                     |
| Black 3’, 18’, 22’ Casagrande 28’ Salisbury 66’, 67’, 86’ Boyd 90+2’                                   | Marcatori |               |                    |                     |

| Auckland 13 ottobre 1998                      | Papua Nuova Guinea | 9 – 0 referto | Samoa Americane | Mount Smart Stadium |
| \| \| \| \| \| Taman ?’[2] \| Marcatori \| \| |                    |               |                 |                     |
|                                               |                    |               |                 |                     |
| Taman ?’                                      | Marcatori          |               |                 |                     |

## Fase a eliminazione diretta

### Tabellone
|  | Semifinali | Semifinali         | Semifinali |           |               | Finale             | Finale             | Finale          |  |
|  |            |                    |            |           |               |                    |                    |                 |  |
|  | 1A.        | Nuova Zelanda      | 5          |           |               |                    |                    |                 |  |
|  | 1A.        | Nuova Zelanda      | 5          |           |               |                    |                    |                 |  |
|  | 2B.        | Papua Nuova Guinea | 0          |           |               |                    |                    |                 |  |
|  | 2B.        | Papua Nuova Guinea | 0          |           | Nuova Zelanda | Nuova Zelanda      | 0                  |                 |  |
|  |            |                    |            |           | Nuova Zelanda | Nuova Zelanda      | 0                  |                 |  |
|  |            |                    | Australia  | Australia | 3             |                    |                    |                 |  |
|  | 1B.        | Australia          | Australia  | Australia | 3             | 17                 |                    |                 |  |
|  | 1B.        | Australia          |            |           |               | 17                 |                    |                 |  |
|  | 2A.        | Figi               | 0          |           |               | Finale 3º posto    | Finale 3º posto    | Finale 3º posto |  |
|  | 2A.        | Figi               | 0          |           |               |                    |                    |                 |  |
|  |            |                    |            |           |               |                    |                    |                 |  |
|  |            |                    |            |           |               | Papua Nuova Guinea | Papua Nuova Guinea | 7               |  |
|  |            |                    |            |           |               | Papua Nuova Guinea | Papua Nuova Guinea | 7               |  |
|  |            |                    |            |           |               | Figi               | Figi               | 1               |  |

### Semifinali
| Arbitro: | Massimo Raveino |

|                                                           |           |  |
| Andersen 6’, 55’ (rig.) Henderson 38’ Carlisle ?’ Cox 40’ | Marcatori |  |

| Auckland 15 ottobre 1998 | Australia | 17 – 0 referto | Figi | Mount Smart Stadium |
| \| \| \| \| \| Murray 3’, 23’, 47’ Iannotta 7’, 43’ Boyd 23’, 39’ Black 33’, 40’, 55’ Peters 49’, 53’, 58’, 81’ Ferguson 69’, 72’ Salisbury 83’ \| Marcatori \| \| |           |                |      |                     |
| |           |                |      |                     |
| Murray 3’, 23’, 47’ Iannotta 7’, 43’ Boyd 23’, 39’ Black 33’, 40’, 55’ Peters 49’, 53’, 58’, 81’ Ferguson 69’, 72’ Salisbury 83’                                   | Marcatori |                |      |                     |

### Finale per il terzo posto
| Auckland 17 ottobre 1998 | Papua Nuova Guinea | 7 – 1 referto | Figi | Mount Smart Stadium |

### Finale
La nazionale vincitrice si qualifica al campionato mondiale femminile di calcio 1999.
| Arbitro: | Massimo Raveino |

|           |           |                                    |
| Smith 77’ | Marcatori | 2’ Murray 13’ Starr 66’ Casagrande |

## Statistiche

### Classifica marcatrici
15 reti
- Pernille Andersen

10 reti
- Sharon Black

8 reti
- Cheryl Salisbury

7 reti
- Sacha Haskell

5 reti
- Joanne Peters
- Wendi Henderson

4 reti
- Alicia Ferguson
- Julie Murray
- Katrina Boyd
- Lisa Casagrande
- Michele Cox
- Nicky Smith

3 reti
- Natalie Thomas

2 goals
- Angela Iannotta
- Amanda Crawford

1 rete
- Alison Forman
- Amy Duggan
- Anissa Tann
- Bridgette Starr
- Losana Kubulala
- Jennifer Carlisle
- Maia Jackman
- Melissa Ruscoe
- Nellie Taman

marcatrici sconosciute
- : 5 giocatrici
- : 15 giocatrici

autoreti
- ? (pro Nuova Zelanda)